# Hornsby, New South Wales
Hornsby är en ort i Australien. Den ligger i kommunen Hornsby Shire och delstaten New South Wales, i den sydöstra delen av landet, omkring 20 kilometer nordväst om delstatshuvudstaden Sydney. Antalet invånare är 19 863.
Runt Hornsby är det mycket tätbefolkat, med 1 463 invånare per kvadratkilometer.. Närmaste större samhälle är Blacktown, omkring 18 kilometer sydväst om Hornsby. 
Runt Hornsby är det i huvudsak tätbebyggt. Genomsnittlig årsnederbörd är 1 380 millimeter. Den regnigaste månaden är februari, med i genomsnitt 200 mm nederbörd, och den torraste är juli, med 36 mm nederbörd.